# Gmina Suchedniów
Die Gmina Suchedniów ist eine Stadt- und Landgemeinde im Powiat Skarżyski der Woiwodschaft Heiligkreuz in Polen. Ihr Sitz ist die gleichnamige Stadt mit etwa 8500 Einwohnern.
Die Gemeinde grenzt im Norden an die Kreisstadt Skarżysko-Kamienna.

## Geschichte

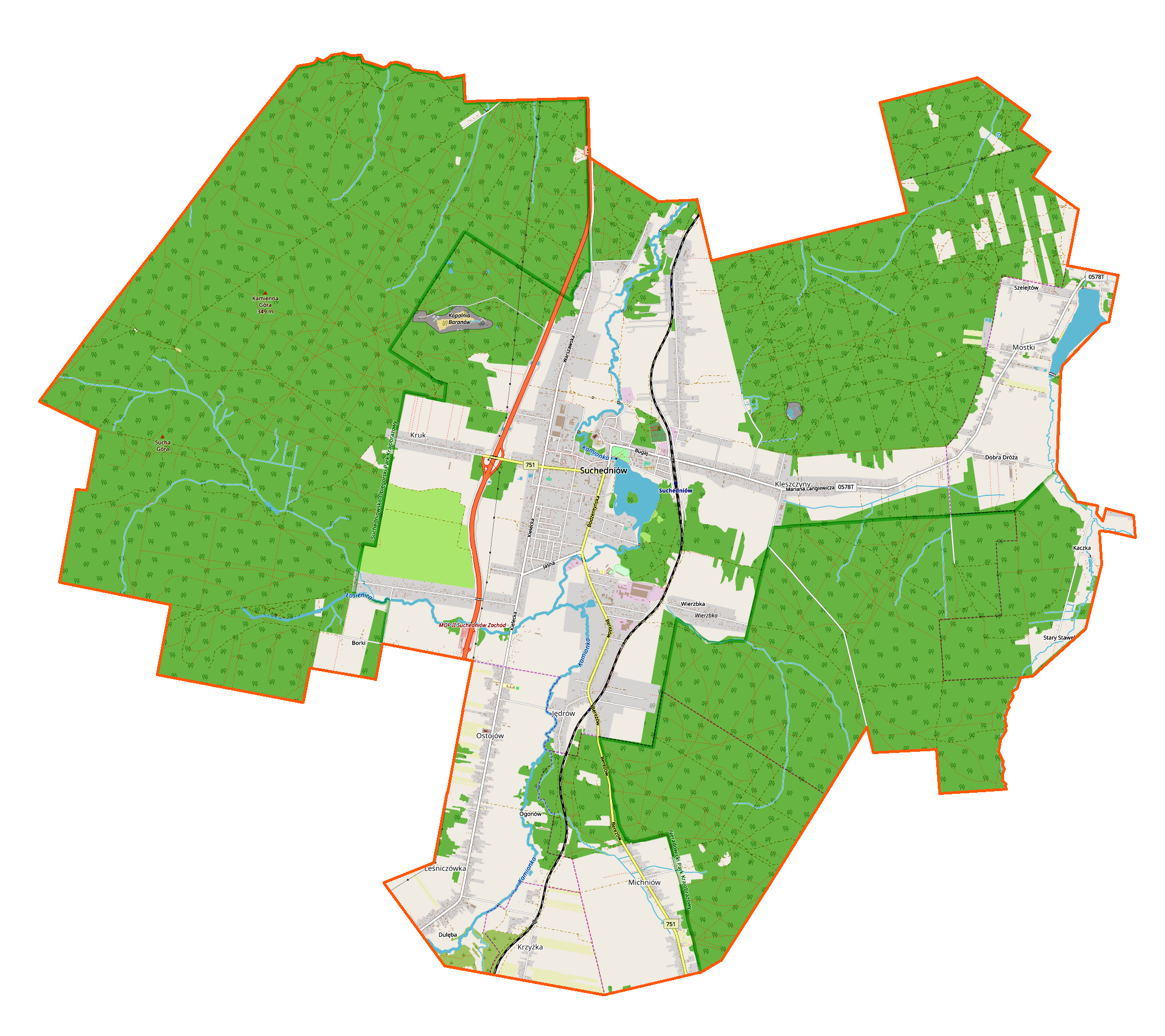
Karte der Gemeinde

Von 1975 bis 1998 gehörte die Gemeinde zur Woiwodschaft Kielce.

## Gliederung
Zur Stadt- und Landgemeinde (gmina miejsko-wiejska) gehören neben der Stadt Suchedniów vier Dörfer mit einem Schulzenamt:
Krzyżka, Michniów, Mostki und Ostojów.
Weitere Ortschaften der Gemeinde sind:
Leśniczówka
Posada Leśna
Borki
Dobra Dróża
Dulęba
Kaczka
Leśniczówka Kaczka
Ogonów
Rogatka
Stary Stawek
Szelejtów

## Verkehr
Auf dem Gebiet der Stadt liegen der Fernverkehrsbahnhof Suchedniów sowie die Haltepunkte Suchedniów Połnocny und Berezów der Bahnstrecke Warszawa–Kraków.